# What’s My Name? (singel Snoop Doggy Dogga)
What's My Name? - debiutancki singel amerykańskiego rapera Snoop Doggy Dogga. Został wydany w październiku 1993 roku. Utwór uplasował się na 8. miejscu notowania Billboard Hot 100. Do singla powstał teledysk. Gościem i jednocześnie producentem singla jest Dr. Dre.

## Lista utworów
1. What's My Name? (Clean Radio Mix)
2. What's My Name? (Clean Club Mix)
3. What's My Name? (Explicit Club Mix)
4. What's My Name? (LP Version)
5. What's My Name? (Instrumental)[2]

## Notowania
| Notowanie (1994)                 | Najwyższa pozycja |
| -------------------------------- | ----------------- |
| Rhythmic Top 40                  | 12                |
| Hot Rap Singles                  | 1                 |
| Hot Dance Music/Club Play        | 43                |
| Hot R&B/Hip-Hop Singles & Tracks | 8                 |
| Billboard Hot 100                | 8                 |
| UK Singles Chart                 | 20                |